# Hydriomena contrastata
Hydriomena contrastata là một loài bướm đêm trong họ Geometridae.